# Félix Triana
Félix Alfredo Triana – kubański bokser, srebrny medalista igrzysk Ameryki Środkowej i Karaibów z roku 1950.

## Kariera
W marcu 1950 roku zdobył srebrny medal na igrzyskach Ameryki Środkowej i Karaibów w Gwatemali. W finale zmierzył się z Nikaraguańczykiem Gustavo Vegą, z którym przegrał przez nokaut.